# Jelly Boy
Jelly Boy är ett plattformsspel, utgivet i Europa i mars 1995 till SNES och Game Boy. En Sega Mega Drive-version var också på gång, men släpptes aldrig.

## Handling
Man spelar som Jelly Boy, en rosa blob-liknande figur. Spelet utspelar sig i flera olika världar, såsom en leksaksvärld och en ökenvärld, och varje värld består av flera banor. På banorna finns diverse fiender som kan skada en om man inte ser upp. På banorna kan man samla på sig noter som ger energi och noterna får man av att skada fienderna. På banorna finns också rosa power ups som gör att spelaren byter skepnad, till exempel till ett paraply, en helikopter, en hammare eller en raket. Målet med spelet är att samla alla nycklar som finns i alla banor, och i slutet av varje värld finns det en boss som man måste besegra för att komma vidare.